# Ballads (Edu Falaschi)
Ballads è il secondo album solista di Edu Falaschi, ex frontman di Angra e Almah, due power/speed metal brasiliane.

## Il disco
Il disco è sostanzialmente una raccolta di successi scritti da Falaschi nelle sue precedenti band Angra e Almah riarrangiate in versione acustica; sono comunque presenti anche alcune tracce inedite. 

## Tracce
1. Bleeding Heart
2. Warm Wind
3. Wishing Well
4. Forgotten Land
5. Heroes of Sand
6. Primitive Chaos
7. Lease of Life
8. Breathe
9. Almah
10. Breaking Ties
11. Farewell
12. Late Night in '85
13. All I Am
14. When and Why
15. As Sweet As Your Smile